# BASIC
BASIC (acrônimo para Beginner's All-purpose Symbolic Instruction Code; em português: Código de Instruções Simbólicas de Uso Geral para Principiantes) é uma linguagem de programação, criada com fins didáticos, pelos professores John George Kemeny, Thomas Eugene Kurtz e Mary Kenneth Keller em 1964 no Dartmouth College.
Basic pode ser uma opção de linguagem para se aprender lógica, uma vez que foi desenvolvida em alto nível (próxima da linguagem humana). Além da sua relativa facilidade de criar aplicações de forma simples e rápida.
BASIC também é o nome genérico dado a uma grande família de linguagens de programação derivadas do BASIC original. Provavelmente existem mais variações de BASIC do que de qualquer outra linguagem de programação.[carece de fontes?]

## Caracterização da linguagem
BASIC é uma linguagem imperativa de alto nível, pertencente à terceira geração, originalmente compilada (apesar de suas implementações em microcomputadores ter disseminado a versão interpretada) e não estruturada, por ter sido fortemente baseada em Fortran II.[carece de fontes?] O fato de sua versão original ser compilada se explica por ter sido implementada num sistema de tempo compartilhado, o que faz bastante sentido.
Com o tempo, BASIC evoluiu, criando condições para a programação estruturada e até mesmo para a programação orientada a objetos, como é o caso das últimas versões do Visual Basic.

### Evolução
No começo a linguagem podia ser usada em computadores com pouca memória e era bem limitada, possuía apenas um tipo de dado em ponto-flutuante.
Um programa em BASIC tradicional tem suas linhas numeradas, sendo que é quase que padrão usar números de 10 em 10 (o que facilita a posterior introdução de linhas intermediárias, se necessário). Os comandos são poucos, simples e facilmente compreensíveis na língua inglesa (LET, IF,...). Um programa em BASIC, que imprime todos os números pares entre A e B, lidos do teclado, seria escrito como:
```
10
 
INPUT
 
A
,
B

20
 
FOR
 
I
=
A
 
TO
 
B
 
STEP
 
1

30
 
IF
 
MOD
(
I
,
2
)
>
0
 
THEN
 
50

40
 
PRINT
 
I

50
 
NEXT
 
I

60
 
END

```

O programa demonstra a falta de estruturação da linguagem original, pois o IF funciona como um GOTO condicional, o que favorece o código espaguete.
Com o tempo os números das linhas sumiram (ou se tornaram opcionais) e as instruções estruturadas foram aparecendo, com várias outras modificações. O mesmo programa poderia ser escrito como:[carece de fontes?]
```
INPUT
 
A
,
B

FOR
 
I
=
A
 
TO
 
B

  
IF
 
MOD
(
I
,
2
)
=
0
 
THEN
 
PRINT
 
I

NEXT

```

Já em Visual Basic, as coisas se complicam se estivermos usando programação visual e componentes. Um programa em Visual Basic for Applications usando 3 componentes de texto e um botão poderia ter a seguinte aparência:
```
Private
 
Sub
 
CommandButton1_Click
()

For
 
I
 
=
 
Val
(
Text1
.
Text
)
 
To
 
Val
(
Text2
.
Text
)

  
If
 
I
 
Mod
 
2
 
=
 
0
 
Then

    
Text3
.
Text
 
=
 
Text3
.
Text
 
+
 
Str
(
I
)

  
End
 
If

Next

End
 
Sub

```

Veja que nesse programa são usados componentes, que são objetos, e suas propriedades. O comando print foi substituído por não ser adequado ao ambiente de janelas típico da linguagem. A sub-rotina é ativada quando um botão é chamado.

### Aprendizagem
Todas as versões de BASIC são geralmente fáceis de aprender, principalmente por serem muito permissivas quando comparadas a linguagens fortemente estruturadas e tipadas, como Pascal. Porém, a aprendizagem de BASIC é muitas vezes informal e é por muitos considerado prejudicial, por não reforçar as regras tradicionais de programação estruturada e outros cuidados de programação que se tornaram prática quase que obrigatória com o tempo.[carece de fontes?]
Por sua extrema simplicidade, o BASIC permitia a implementação de interpretadores razoavelmente poderosos em memórias mínimas, o que era uma vantagem enorme em relação aos micro-computadores.[carece de fontes?]
Um interpretador BASIC pode ser escrito com 25 linhas de código C (intencionalmente compactado). Um código em Pascal que interpreta Tiny Basic, bem estruturado e comentado tem apenas 1300 linhas.
Um computador Sinclair ZX80, por exemplo, possuía 1K de RAM e 4K de ROM, que continha um interpretador BASIC, um editor de programação e o sistema operacional. O uso de compactação permitia que o programa a seguir contivesse apenas 39 bytes.[carece de fontes?]
```
10
 
FOR
 
A
=
16424
 
TO
 
17424
     
18
 
Bytes

20
 
PRINT
 
PEEK
(
A
);
 
12
 
Bytes

30
 
NEXT
 
A
                    
5
 
Bytes

40
 
STOP
                      
4
 
Bytes

```

## A linguagem

### Sintaxe
Cada instrução em BASIC ocupa uma linha. Para usar mais de uma linha é necessário usar um caractere de continuação. Um dos aspectos mais conhecidos de BASIC era a utilização de numeração para as linhas. A maioria dos interpretadores possui um comando RENUMBER que permite renumerar todas as linhas de acordo com um intervalo pré-determinado (como em RENUMBER 10). Alguns, mas não todos, dialetos mais modernos abandonaram os números e suportam a maioria, ou todas, as instruções de controle estruturada e declaração de dados, permitindo a construção de programas estruturados como em Pascal.[carece de fontes?]
Variantes recentes, como Visual Basic, introduziram características de orientação a objeto. A gerência de memória é mais fácil que na maioria das linguagens de procedimentos, pois normalmente existe um coletor de lixo.[carece de fontes?]

### Procedimentos e controle de fluxo
Ao contrário de outras linguagens, como C, a biblioteca de funções de BASIC não é externa, mas considerada parte intrínseca da linguagem.[carece de fontes?]

### Tipos de dado
No BASIC original existem apenas dois tipos de variáveis, as textuais e as numéricas. Para declarar uma variável numérica você precisa escrever uma caractere alfabético seguido ou não de um numérico. E para as variáveis textuais você deve escrever caracteres alfabéticos e no final o símbolo “$”.[carece de fontes?] O BASIC, mesmo o original, oferece bons recursos para a manipulação de "strings" (variáveis alfanuméricas, de tipo texto) e esta é uma facilidade prevista no projeto da linguagem. A evolução da linguagem, entretanto, possibilitou que novos tipos de dados fossem acrescentados, como a manipulação de ponto flutuante.

## Criação
A linguagem original foi projetada em 1963 por John George Kemeny e Thomas Eugene Kurtz, sendo implementada por uma equipe de estudantes de Dartmouth sob sua direção. BASIC foi projetado para permitir que os estudantes escrevessem programas para o Dartmouth Time-Sharing System. A 1 de maio, às 4 horas, dois programas escritos em BASIC correram ao mesmo tempo nos computadores de Dartmouth. A linguagem atacava a complexidade das linguagens existentes na época e se destinada a uma nova classe de usuários que passava a ter acesso ao computador com o aparecimentos dos sistemas de tempo compartilhado, isto é, usuários que não estavam tão interessados na velocidade, mas sim em usar a máquina, e que não pretendiam dedicar suas vidas à computação. A ideia por trás da criação de BASIC é permitir principalmente a estudantes de diferentes áreas de conhecimento, incluindo aqueles que não se dedicariam às ciências exatas, como era o caso dos alunos de Kurtz e Kemeny, oriundos de cursos de ciências humanas (foco principal de Darthmouth à época), escreverem simples programas que não dependam de profundos conhecimentos técnicos. Alguns desses alunos, mesmo não sendo de cursos de engenharia, auxiliaram na criação de BASIC. Nos anos seguintes, com o aparecimento de outros dialetos da linguagem, a versão original passou a ser conhecida como Darthmouth BASIC.
Os oito princípios de projeto de BASIC foram:
- ser fácil, para ser utilizada por iniciantes;
- ser uma linguagem de programação de uso geral;
- permitir que especialistas adicionassem características avançadas, sem tornar a linguagem mais complicada para os iniciantes;
- ser interativa;
- fornecer mensagens de erro claras e amigáveis;
- responder rapidamente para programas pequenos;
- não exigir o conhecimento do hardware do computador;
- proteger o sistema operacional do usuário.

### Precursores
A linguagem foi criada a partir de Fortran II e parcialmente inspirada em ALGOL 60, com adições para torná-la adequada ao time-sharing, tendo sido consideradas características de outros sistemas como JOSS, CORC e até mesmo LISP.[carece de fontes?]
Em Dartmouth, a linguagem foi precedida de outros experimentos destinados ao ensino de programação, como as implementações de SAP e DART (um Fortran II simplificado) DARSIMCO e DOPE.[carece de fontes?]
Inicialmente a linguagem se concentrava apenas em trabalho matemático, incluindo uma extensão para aritmética de matrizes, sendo que o suporte completo a manipulação de cadeias de caracteres em ASCII foi adicionado em 1965.[carece de fontes?]
Sua primeira implementação foi em um mainframe GE-265, que suportava múltiplos terminais. Ao contrário do que se tornaria mais tarde comum, sua primeira versão era compilada, sendo bastante eficiente e mais rápida que Fortran II e ALGOL 60 no GE-265 em muitas tarefas razoáveis de programação, como maximizar a regra de Simpson.[carece de fontes?]
Os projetistas da linguagem decidiram que ela devia permanecer em domínio público, para que pudesse se espalhar. Também a tornar disponível para escolas de ensino médio (high schools) na região de Darthmouth, e fizeram um esforço considerável para promover a linguagem. Como resultado, o conhecimento de BASIC se tornou razoavelmente comum para uma linguagem de programação da época e passou a ser implementada por vários fabricantes, sendo bastante popular nos minicomputadores mais novos como os PDPs da DEC e o Nova da Data General. Nesses computadores era normal a linguagem ser interpretada em vez de compilada.
Um dos antigos dialetos, o BBC BASIC, originalmente lançado em 1981, continua sendo atualizado por Russel (2018).
[carece de fontes?]

### O BASIC original
O BASIC original possuía apenas 15 comandos:
- LET, para atribuição, como em:

```
10
 
LET
 
A
=
1

```

- READ, para ler o valor de uma ou mais variáveis de declarações DATA, como em:

```
20
 
READ
 
B
,
C
,
D

```

- DATA, para definir listas de valores a serem usados lidos pelo READ, como em:

```
30
 
DATA
 
10
,
20
,
30

```

- PRINT, para imprimir no dispositivo de saída o valor de expressões, como em:

```
40
 
PRINT
 
A
,
"VALOR DE "
,
B
+
C

```

- GOTO, para redirecionar a execução do programa para outra linha, como em:

```
50
 
GOTO
 
500

```

- IF-THEN, para redirecionar um programa para outra linha, de acordo com o valor de uma expressão lógica, como e:

```
500
 
IF
 
B
<
C
 
THEN
 
GOTO
 
20

```

- FOR-TO-STEP, para iniciar uma repetição, como em:

```
510
 
FOR
 
I
=
1
 
to
 
7
 
STEP
 
2

```

- NEXT, para indicar a continuação de uma repetição, como em:

```
600
 
NEXT
 
I

```

- END, que deve acabar todo o programa e indica seu fim se o processamento lá chegar.
- STOP, que equivale a um GOTO para a linha contendo o END
- DEF, para definir uma função.
- GOSUB, para pular para um ponto do programa com a semântica de sub-rotina.
- RETURN, para voltar de uma sub-rotina.
- DIM, para definir vetores e matrizes.
- REM, para comentários.

Um programa em BASIC é composto de linhas numeradas, possivelmente com intervalos entre os números. Era normal numerar as linhas dos programas de 10 em 10. Além disso, a linguagem fornecia funções como SIN (seno) e ABS (valor absoluto). O próprio manual já apresenta algumas extensões, como a capacidade de manipular matrizes em CARDBASIC.[carece de fontes?]

#### Típico programa em BASIC
Um típico programa em BASIC (original), seria o seguinte:
```
10
  
REM RESOLVE EQUACAO DO SEGUNDO GRAU

20
  
READ
 
A
,
B
,
C

30
  
IF
 
A
=
0
 
THEN
 
GOTO
 
400

40
  
LET
 
D
=
B
*
B
-4
*
A
*
C

50
  
IF
 
D
<
0
 
THEN
 
GOTO
 
420

60
  
PRINT
 
"SOLUCAO"

70
  
IF
 
D
=
0
 
THEN
 
GOTO
 
200

80
  
PRINT
 
"PRIMEIRA SOLUCAO"
,(
-
B
+
SQR
(
D
))
/
(
2
*
A
)

90
  
PRINT
 
"SEGUNDA SOLUCAO"
,(
-
B
-
SQR
(
D
))
/
(
2
*
A
)

100
  
GOTO
 
20

200
 
PRINT
 
"SOLUCAO UNICA"
,(
-
B
)
/
(
2
*
A
)

300
 
GOTO
 
20

400
 
PRINT
 
"A DEVE SER DIFERENTE DE ZERO"

410
 
GOTO
 
20

420
 
PRINT
 
"NAO HA SOLUCOES REAIS"

430
 
GOTO
 
20

490
 
DATA
 
10
,
20
,
1241
,
123
,
22
,
-1

500
 
END

```

Note que o BASIC original não tinha uma instrução de entrada de dados (que mais tarde seria nomeada de INPUT), e que o READ, ao não encontrar mais dados para ler (em uma declaração DATA), considerava o programa terminado. Além disso, note que a forma de programar escolhida para esse exemplo é típica de um programa BASIC, o que leva à questão do código espaguete.[carece de fontes?] O comando INPUT foi acrescentado à linguagem em sua versão 4, conforme o manual de 1968.

#### Cálculos matemáticos em BASIC
O programa abaixo foi interpretado em Vintage Basic e calcula os primeiros n números perfeitos.
```
1000
 
INPUT
 
"DIGITE UM NUMERO"
;
 
N
%

1010
 
LET
 
D1
%=
1

1020
 
LET
 
Ni
%=
0

1030
 
LET
 
D2
%=
1

1040
 
LET
 
S1
%=
0

1050
 
LET
 
Q
%=
D1
%/
D2
%

1060
 
IF
 
Q
%*
D2
%=
D1
%
 
THEN
 
S1
%=
S1
%+
D2
%

1080
 
IF
 
S1
%>
D1
%
 
THEN
 
GOTO
 
1120

1090
 
D2
%=
D2
%+
1

1100
 
IF
 
D2
%<
D1
%
 
THEN
 
GOTO
 
1050

1110
 
IF
 
S1
%=
D1
%
 
AND
 
D1
%<>
1
 
THEN
 
Ni
%=
Ni
%+
1
:
 
PRINT
 
"N"
Ni
%
":"
 
D1
%

1120
 
D1
%=
D1
%+
1

1130
 
IF
 
Ni
%<
N
%
 
THEN
 
GOTO
 
1030

1140
 
END

```

## Impacto da linguagem
Durante a época de 1970 e 1980, no Brasil o BASIC ajudou a espalhar os conceitos básicos sobre algoritmos e armazenamento de dados, o seu aprendizado simples aboliu a crença de que escrever um programa era algo muito complicado.
Por conta da linguagem que Bill Gates começou a programar, assim desenvolvendo mais tarde um interpretador da linguagem para um dos primeiros computadores pessoais nos EUA, o Altair 8800.
Em 1983 professores da Universidade Dartmouth fundaram a cia. True Basic, após estudantes os convencerem. A empresa está em ativa até os dias de hoje.

## A era de ouro do BASIC
Apesar do uso da linguagem em vários minicomputadores, foi a introdução do Altair 8800 e a posterior explosão dos computadores pessoais a partir de 1975 que iniciou a disseminação do BASIC. Praticamente todo microcomputador fornecia um ambiente de programação BASIC residente já em suas ROMs.[carece de fontes?]
A maioria das linguagens de programação é muito grande para caber na pequena memória que a maioria dos usuários tinha condição de comprar para suas máquinas. Além disso, as baixíssimas velocidades da memória secundária utilizadas, fitas de papel e cassetes de áudio, faziam com que uma linguagem pequena como BASIC fosse uma boa opção.[carece de fontes?]
Esse BASIC, acrescido de comandos típicos de sistemas operacionais (mesmo que simplíssimos) e de edição, residente em ROM, funcionava como uma espécie de linguagem própria do computador, o mais próximo existente do que hoje chamamos de sistema operacional, e a maioria das aplicações da época seria escrita no dialeto de BASIC específico da máquina.[carece de fontes?]
Outra vantagem da linguagem é que era razoavelmente bem conhecida pelos jovens projetistas que se interessaram pelos microcomputadores naquela época, como resultado do proselitismo de Kemeny e Kurtz.[carece de fontes?]
Um dos primeiros interpretadores a aparecer para o Altair 8800 foi o Tiny Basic, uma implementação simples originalmente escrita por Doutor Li-Chen Wang, e portada para o Altair por Dennis Allison sob pedido de Bob Albrecht (que mais tarde fundaria o Dr. Dobb's Journal. Em 1976 o projeto e código completo de Tiny Basic foram publicados nessa revista.[carece de fontes?]
Companhias mais novas tentaram seguir o sucesso da MITS, IMSAI, North Star e Apple Inc., criando então a revolução dos microcomputadores. Simultaneamente, várias firmas lançaram outras versões de BASIC, além das empresas de computadores, algumas empresas de software apresentavam interpretadores com melhorias sobre as versões que vinham com as máquinas, e outras para algumas máquinas que vinham sem o apoio da linguagem, como as versões baseadas em CP/M-80. Breve, havia muitos milhões de máquinas rodando BASIC no mundo, certamente com mais programadores do que todas as outras linguagens somadas.[carece de fontes?] No Brasil o Basic ficou bastante conhecido (na segunda metade da década de 1980) pelos usuários do MSX da Gradiente, e clones do Apple II+ e Apple IIe (TK-3000) que foram alguns dos primeiros computadores acessíveis ao público.

## Exemplos de códigos

### Olá Mundo
```
10
 
PRINT
 
"Olá, Mundo!"

20
 
END

```

### ANSI BASIC
```
INPUT
 
"Qual é o seu nome"
;
 
UserName$

PRINT
 
"Hello "
;
 
UserName$

DO

   
INPUT
 
"Quantas estrelas você quer"
;
 
NumStars

   
Stars$
 
=
 
""

   
Stars$
 
=
 
REPEAT$
(
"*"
,
 
NumStars
)

REM em MS BASIC a instrução seria Stars$ = STRING$(NumStars, "*")

   
PRINT
 
Stars$

   
DO

      
INPUT
 
"Você quer mais estrelas"
;
 
Answer$

   
LOOP
 
UNTIL
 
Answer$
<>
 
""

   
Answer$
 
=
 
LEFT$
(
Answer$
,
 
1
)

LOOP
 
WHILE
 
UCASE$
(
Answer$
)
 
=
 
"Y"

PRINT
 
"Adeus "
;

FOR
 
I
 
=
 
1
 
TO
 
200

   
PRINT
 
UserName$
;
 
" "
;

NEXT
 
I

PRINT

```

## Críticas
Muitos anos após seu lançamento, profissionais respeitados da computação, especialmente Edsger W. Dijkstra, expressaram a opinião que o uso da expressão GOTO, que existia em várias linguagens além de BASIC, promovia práticas não desejáveis de programação. Alguns também acusaram BASIC de ser muito simples ou muito lenta.[carece de fontes?]
Um dos principais problemas com as versões originais de BASIC era a falta de uma estrutura re-entrante de chamada de sub-rotinas ou funções, como acontece ALGOL, Pascal e na maioria das linguagens modernas de programação (mesmo em versões mais modernas de BASIC). Isso é uma propriedade similar a dos Fortran originais e um grande entrave à modularização de programas.[carece de fontes?]
Durante algum tempo, BASIC foi a linguagem de escolha para ensinar programação, porém hoje em dia é considerada uma linguagem pouco adequada para o ensino, pois a facilidade e permissividade da linguagem permitia a construção de programas que não seguem princípios básicos de programação, o que se reflete mais tarde na construção de programas mais complexos por aqueles que foram ensinados com BASIC. Como linguagem de aprendizado, BASIC foi substituída principalmente por Python.[carece de fontes?]

### Padrões
ANSI/ISO/IEC/ECMA para BASIC Mínimo
- ANSI X3.60-1978 "For minimal BASIC" (revogado[8])
- ISO/IEC 6373:1984 "Data processing — Programming languages — Minimal BASIC" (revogado[9])
- ECMA-55 "Minimal BASIC" (revogado[10], similar ao ANSI X3.60-1978)

ANSI/ISO/IEC/ECMA para BASIC Completo
- ANSI X3.113-1987 "Programming Languages Full BASIC" (em vigor[11][12])
- INCITS/ISO/IEC 10279-1991 (Rev. 2024) "Information Technology – Programming Languages – Full BASIC" (em vigor[13])
- ECMA-116 "BASIC" (revogado[14], similar ao ANSI X3.113-1987)

ANSI/ISO/IEC Adendo Definindo Módulos
- ANSI X3.113 Interpretations-1992 "BASIC Technical Information Bulletin # 1 Interpretations of ANSI 03.113-1987"
- ISO/IEC 10279:1991/ Amd 1:1994 "Modules and Single Character Input Enhancement" (em vigor[15])